# 和歌山県社会人サッカーリーグ
和歌山県社会人サッカーリーグ（わかやまけんしゃかいじんサッカーリーグ）は、全国の各都道府県にあるサッカーの都道府県リーグのひとつ。和歌山県のクラブチームが参加するリーグである。

## 概要&レギュレーション
和歌山県社会人サッカーリーグは3部構成である（2025年）。1部・2部は2回戦総当たり、3部は1回戦総当たりで順位を決定する。
- 1部（6チーム）
- 2部（6チーム）
- 3部（10チーム）

試合時間は1部が90分（ハーフタイム15分）、2部が80分（ハーフタイム15分）、3部が70分（ハーフタイム10分）。

### 昇格・降格に関して
- 1部上位2チームは、関西府県サッカーリーグ決勝大会の出場権を得る。同大会で優勝すると関西サッカーリーグ2部に昇格。準優勝すると関西2部7位チームとの入替戦に出場。

- 1部6位と2部1位は自動入替。1部5位と2部2位は入替戦を行う。
- 2部6位と3部1位は自動入替。2部5位と3部2位は入替戦を行う。

## 参加チーム（2025年）

### 1部
- 和歌山紀北蹴球団
- FC和歌山
- 伊都FC
- 海南FC
- 南紀オレンジサンライズFC
- FC LUDIQUE

### 2部
- FC JUNRELO DAIMON
- CLUB Diverti
- FC BLAZE湯浅
- FCアズール和歌山
- FC.FORTUNA
- 近畿大学生物理工学部サッカー部KDU BOST

### 3部
- 紀南マンダローア
- モンキー・バナナFC
- SOLATIORA WAKAYAMA
- 和歌山県庁サッカー部
- FCディポルト
- F.C.トリッキー
- 花王和歌山SC
- FC KISHU
- UNO和歌山
- きのくに南SC

## 歴代優勝チーム

### 1部
※関西リーグ昇格チームは太字で表記
- 1999年 海南FC
- 2000年 海南FC
- 2001年 伊都キッカーズ
- 2002年 海南FC
- 2003年 和歌山紀北蹴球団
- 2004年 海南FC
- 2005年 海南FC
- 2006年 近大和歌山FC
- 2007年 海南FC
- 2008年 海南FC
- 2009年 和歌山紀北蹴球団
- 2010年 アルテリーヴォ和歌山
- 2011年 和歌山紀北蹴球団
- 2012年 和歌山紀北蹴球団
- 2013年 海南FC
- 2014年 海南FC
- 2015年 和歌山紀北蹴球団
- 2016年 海南FC
- 2017年 海南FC
- 2018年 海南FC
- 2019年 和歌山紀北蹴球団
- 2020年 和歌山紀北蹴球団
- 2021年 和歌山紀北蹴球団
- 2022年 和歌山紀北蹴球団
- 2023年 和歌山紀北蹴球団
- 2024年 FC和歌山